# Лю Бан
Лю́ Ба́н (кит.: 劉邦; піньїнь: Liú Bāng) — китайський державний і політичний діяч. Засновник і перший імператор династії Хань.

## Життєпис
Перший китайський правитель, що походив з селян. 209 року до н. е. брав участь у антицінському повстанні. В ході повстання очолив повіт Пей й став іменуватися пейським князем (沛公, Пей-ґуном). Спільно з союзною армією Сян Юя розгромив цінські війська. Першим захопив цінську столицю Сяньян і отримав титул ханського вана (漢王, Хань-вана).
202 року до н. е. в битві при Ґайся розбив сили колишніх союзників під проводом Сян Юя й завершив об'єднання Піднебесної. Установив столицю в Чанані й проголосив створення династії Хань.
Разом із своїм канцлером Сяо Хе заклав новий адміністративно-територіальний устрій, основною одиницею якого стало командирство. Роздав землі й титули ванів своїм родичам та відданим підлеглим. Багато зробив для зміцнення конфуціанства, рушійної силою якого був Лу Ґу. Посмертне ім'я — Імператор Ґао. Храмове ім'я — Ґаоцзу.
Дружина Лю Бана, імператриця Люй Чжи, пережила як чоловіка, так і його сина, другого імператора Хань, та увійшла в історію як одна з трьох найбільш одіозних володарок Китаю.